# Jakob Schönhagen
Jakob Schönhagen (* 1. August 1989 in Tübingen) ist ein deutscher Volleyballtrainer und ehemaliger Spieler.

## Sport
Schönhagen begann seine Karriere beim TV Rottenburg. Von 2013 bis 2017 spielte der Libero mit der FT 1844 Freiburg in der Zweiten Liga Süd. 2017 wurde er Cheftrainer des Vereins. 2019 kam sein Bruder Jonathan Schönhagen als Libero in den Verein. Mit den Freiburgern schaffte Schönhagen in der Saison 2022/23 als Tabellenzweiter den Aufstieg in die erste Liga. Freiburg erreichte das Viertelfinale im DVV-Pokal 2023/24, verpasste aber als Tabellenzehnter der Bundesliga-Saison die Playoffs.

## Beruf
Nach einer Promotion bei Ulrich Herbert an der Universität Freiburg arbeitet er als Historiker an der TU Darmstadt. Für die Jungen Aktiven war er auch einige Zeit im Rottenburger Stadtrat.